# 岡野敬次郎

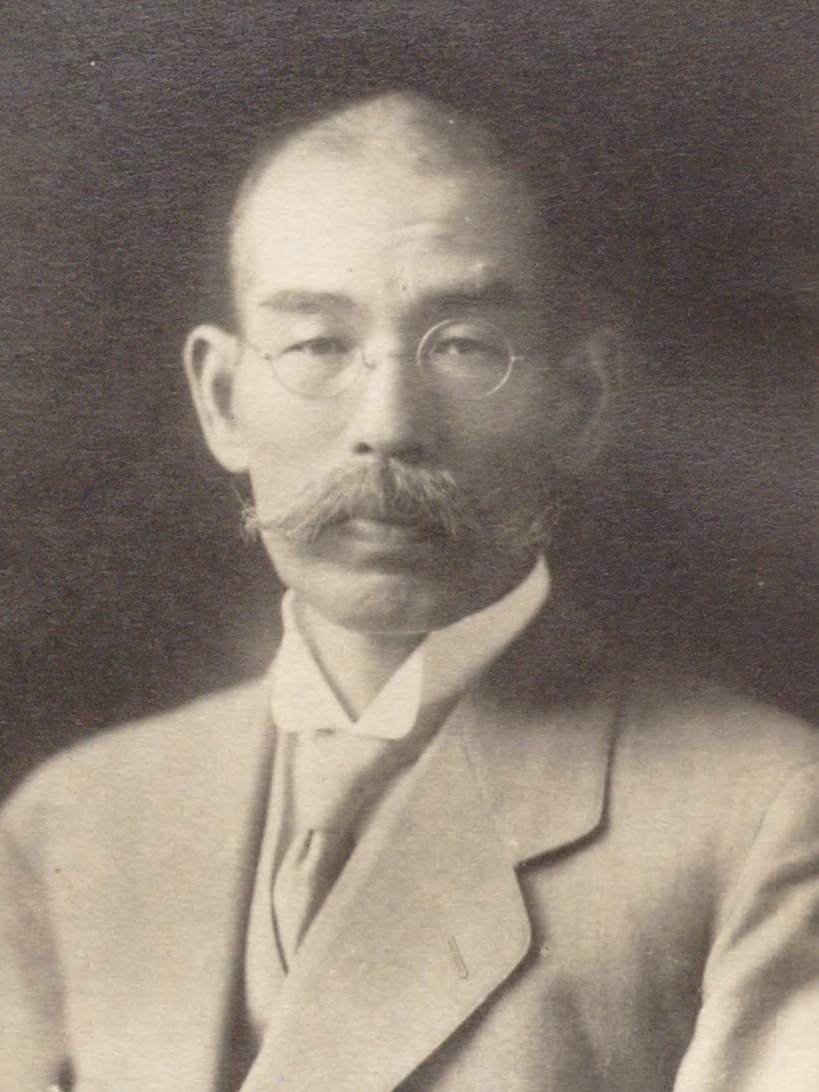
岡野敬次郎

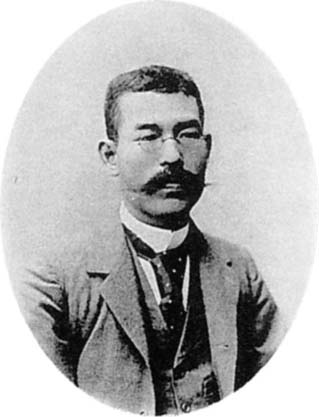
岡野敬次郎

岡野 敬次郎（おかの けいじろう、旧字体：岡野 敬次󠄁郞、1865年11月9日（慶応元年9月21日） - 1925年（大正14年）12月22日）は、日本の官僚・政治家・法学者。男爵。法制局長官（第11代、第13代、第15代）司法大臣（第25代）・農商務大臣（第33代）・文部大臣（第41代）・第9代枢密院副議長、東京帝国大学法学部教授・中央大学学長を務めた。梅謙次郎、田部芳とともに商法を立案起草した。弟子に松本烝治、加藤正治など。

## 来歴
上野国群馬郡岩鼻町（群馬県西群馬郡岩鼻村、群馬郡岩鼻村を経て現高崎市）で、幕臣岩鼻代官所手付・岡野親美の第二子として生まれた。共立学校、第一高等中学校等を経て、帝国大学法科大学（のちの東京帝国大学）を卒業した後、同大学大学院に進学。法学博士となり、教授に就任する。同時に政府に入り、農商務省官房長、内閣恩給局長、高等捕獲審検所評定官を歴任。1906年、第1次西園寺内閣で法制局長官に就任。1908年4月21日、宮中顧問官を兼任。同年12月28日に貴族院勅選議員となる。
1911年、第2次西園寺内閣で再び内閣法制局長官に就任。1913年、第1次山本内閣で三度内閣法制局長官に就任。同年6月9日、宮中顧問官を辞任。1922年、加藤友三郎内閣で司法大臣に就任し初入閣。1923年、第2次山本内閣で文部大臣兼農商務大臣として二度目の入閣を果たした。1925年10月1日に枢密院副議長に就任し、同月9日、貴族院議員を辞任。同年12月、男爵を叙爵した。1925年12月22日に没した。

## 著述
- 『法学士 岡野敬次郎講義 英国保険法』東京専門学校（1896年）、NDLJP:792795。
- 『法学士 岡野敬次郎講義 会社法』中央大学（1906年）、NDLJP:792817。
- 『故 法学士 岡野敬次郎著 会社法』岡野奨学会（1929年）、NDLJP:1442407。
- 文部大臣・法学博士岡野敬次郎『国際教育の必要』国際連盟協会（1923年）『我国の震災に対する諸外国の同情と震災に関する諸名士の所感』、NDLJP:976936/6。

## 親族
- 岡野昇 - 弟[10]。鉄道次官、（旧）西武鉄道社長。
- 小室信夫 - 義父、貴族院議員[11]。
- 小室三吉 - 義兄、三井合名参事[11]。

## 栄典
位階
- 1891年（明治24年）7月6日 - 従七位[12]
- 1896年（明治29年）1月20日 - 正七位[12]
- 1898年（明治31年）
  - 3月7日 - 従六位[12][13]
  - 4月30日 - 正五位[12][14]
- 1906年（明治39年）1月31日 - 従四位[12][15]
- 1911年（明治44年）2月10日 - 正四位[12][16]
- 1914年（大正3年）4月20日 - 従三位[12][17]
- 1919年（大正8年）5月10日 - 正三位[12][18]
- 1925年（大正14年）12月23日 - 従二位[12][19]

勲章
- 1898年（明治31年）6月29日 - 勲四等旭日小綬章・金杯一組[12]
- 1903年（明治36年）5月21日 - 金杯一組[12][20]
- 1905年（明治38年）6月24日 - 勲三等瑞宝章[12][21]
- 1906年（明治39年）4月1日 - 明治三十七八年従軍記章[12]
- 1907年（明治40年）2月11日 - 勲二等旭日重光章[12][22]
- 1912年（大正元年）8月1日 - 韓国併合記念章[12]
- 1913年（大正2年）12月27日 - 勲一等瑞宝章[12]
- 1914年（大正3年）3月24日 - 旭日大綬章[12][23]
- 1915年（大正4年）11月10日 - 大礼記念章（大正）[12][24]
- 1916年（大正5年）1月19日 - 金杯一個[12]
- 1919年（大正8年）
  - 2月11日 - 金杯一個[12]
  - 9月29日 - 金杯一組[12]
- 1920年（大正9年）11月15日 - 金杯一個[12]
- 1924年（大正13年）5月31日 - 金杯一組[12][25]
- 1925年（大正14年）
  - 12月18日 - 男爵[12][26]
  - 12月23日 - 旭日桐花大綬章[12][19]・帝都復興記念章[12][27]